# マハー・シヴァラートリー

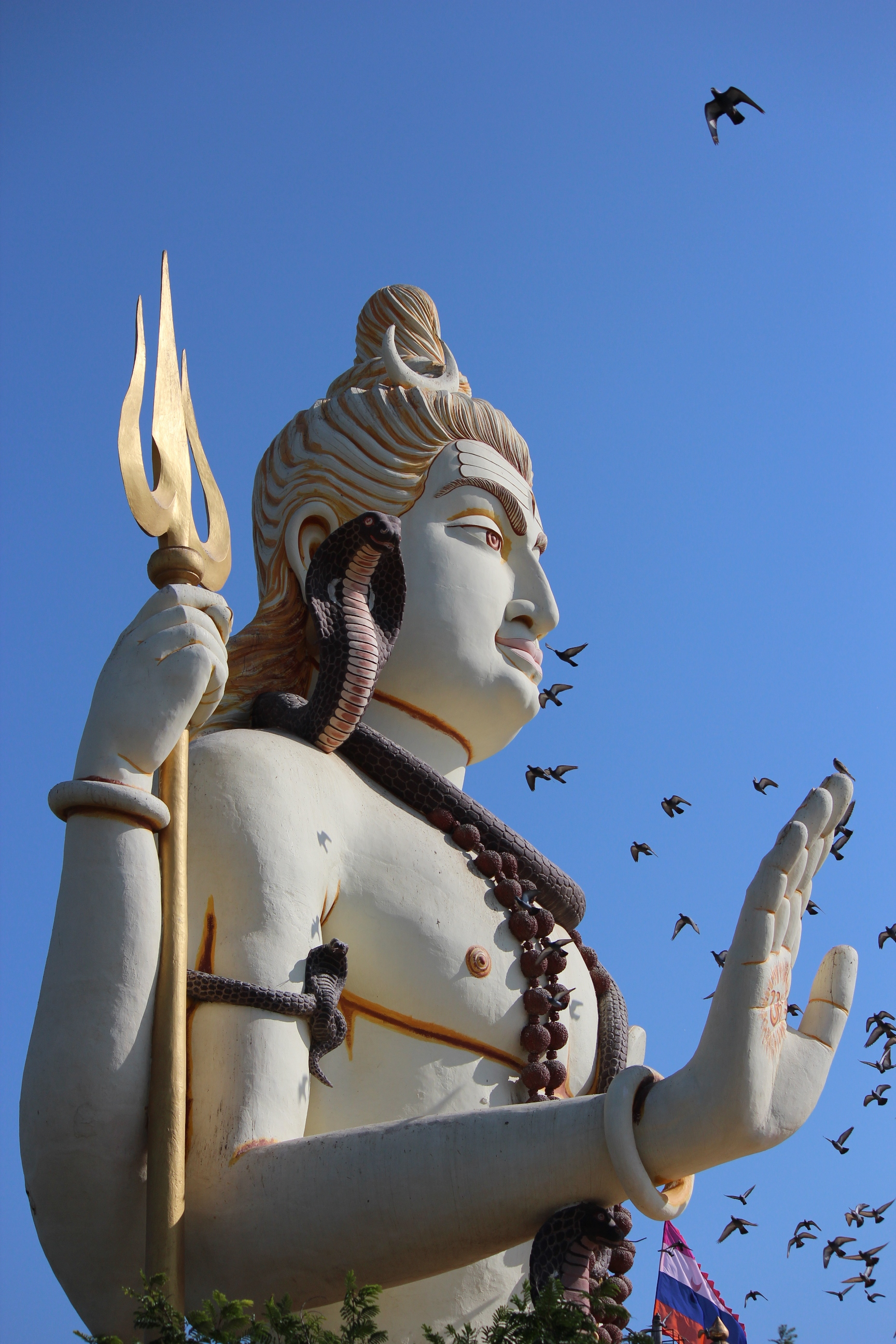
シヴァ像、ネージシュワル寺院

マハー・シヴァラートリ（英語：Maha Shivratri、Sivaratri、「偉大なシヴァの夜」の意）はヒンドゥー教の祭りである。スカンダ・プラーナ、リンガ・プラーナそしてパドマ・プラーナなどのプラーナ（神話・伝説、賛歌等　「古いもの」を意味する言葉の略称で呼称される一群のヒンドゥー聖典の総称）にそのことが書かれている。

## 概要
マハー・シヴァラートリはシヴァ神の威光を称え毎年開かれている。単にシヴァラートリと呼ばれることもあるが、厳密には年に12回催されるシヴァラートリのうちで最も神聖な日取りに執り行われるものがマハー・シヴァラートリと呼ばれる。
日取りは太陰暦に基づき、ファルグン（Phalguna）のクリシュナ・パクシャ（Krishna Paksha）、チャトルダシー（Chaturdashi）に執り行われ、これはグレゴリオ暦の2月か3月にあたる。色々な説があり、ある説によると、この日はシヴァがパールヴァティーと結婚した日と考える、シヴァとシャクティの習合を物語る行事と見る、又ある説によると、この夜にシヴァ神が宇宙の創造、維持、破壊のダンスを踊ったと考えている、又ある説によると、シヴァ神が、サムッドラ・マンタン（牛乳の大海の攪拌）の時に現れた毒、ハーラーハラ（Halahala）あるいはカーラクータ（Kakakuta）を飲み、彼の喉にその毒を留めて、宇宙を救ったと考えられている。それ故にシヴァ神の喉は青くなり、ニーラカンタ（Nilakantha)と言う名で呼ばれるようになった。2025年は2月26日に催された。
お祭りは、この夜が、シヴァ神を通して、自らと世界の「暗黒と無知を克服する」夜である故に、ジャーガラン（夜通し寝ないで、起きていること）をし、お祈りをすることが含まれる。
この日、信者達は、ヴェーダあるいは、タントラに基づいたお祈りをしながら、果物や、ベルノキの葉、お菓子、そして牛乳をシヴァ神に捧げる。信者の多くはシヴァラートリの儀式が終わるまで（朝から次の日の朝まで）断食（完全な水も飲まないものから、水だけを飲むもの、あるいは水と果物だけで、御飯は食べないなど色々な形の断食）を行い、瞑想をする。シヴァ神のお寺では、聖なるシヴァ神のマントラ、「オーム・ナマ・シヴァーヤ（Om Namah Shivaya）あるいはオーム・ナモー・シヴァーヤ（Om Nomo Shivaya)」、すなわちパンチャークシャラ・マントラ（Panchakshara mantra）を一日中唱える。
この日は北半球の星の並びが良い作用を及ぼし、人々は容易に精神の力を高めることができるとされている。そのためマハー・ムリティュンジャヤ・マントラ（Mahamrityunjaya Mantra、死を克服する偉大なマントラ）などのような古代より伝わるサンスクリットのマントラによる効力が極めて高まる日でもある。
ネパールでは世界中から多くのヒンドゥー教徒がパシュパティナートに集まる。同様にネパールの有名なシヴァ・シャクティ・ピータに何千人もの信者が訪れる。
カリブ海のインド人社会の間では、400を越えるヒンドゥー寺院で数千人の信者がマハー・シヴァラートリを祝う。ミルク、ヨーグルト、花、サトウキビ、菓子を混ぜたジャル（jhalls）と呼ばれるものが供物としてシヴァに捧げられる。
マハー・シヴァラートリではニシタ・カーラ（Nishita Kala） がシヴァ・プージャ（礼拝）を執り行う上で最も理想的な時間帯とされている。シヴァ神がリンガの形を借りて地上に顕現した時間だとされており、最も縁起の良いリンゴードバヴァ・プージャ（Lingodbhava Puja）が執り行われる。

## 訳注
1. ↑  パクシャはひと月の半分の単位、満ちた月が欠けるまでの期間。すなわちクリシュナ・パクシャは月の後半にあたる。チャトルダシーは各パクシャの14日目。アマヴァシャ方式（Amavasya-ant month calculation）で言えばマ-ガ（Magha、11番目の月）のクリシュナ・パクシャ（Krishna Paksha）チャトルダシー（Chaturdashi、14日目）にあたる。プールニマ方式（Poornima-ant month calculation）で言えばファルグナ（Phalguna、12番目の月）に相当する。ネパール、ベンガルの暦では（Falgun）となり11番目の月となる。
2. ↑  "at the famous Shiva Shakti Peetham of Nepal"　Shiva Shakti Peethaは一般的な語としてはシヴァとシャクティが祭られる聖地。冠詞を伴っているがどこを指しているのかは読み取れない。
3. ↑  一日を13等分した8番目の48分、すなわち8番目のMuhurta。